# Giải BAFTA lần thứ 19
Giải BAFTA lần thứ 19, được trao bởi Viện Hàn lâm Nghệ thuật Điện ảnh và Truyền hình Anh Quốc năm 1966 để tôn vinh những bộ phim xuất sắc nhất năm 1965.

## Chiến thắng và đề cử

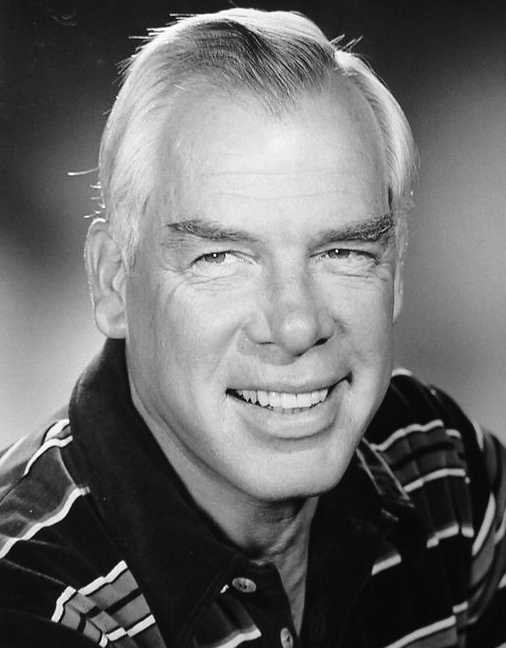
Lee Marvin, Nam diễn viên nước ngoài xuất sắc nhất

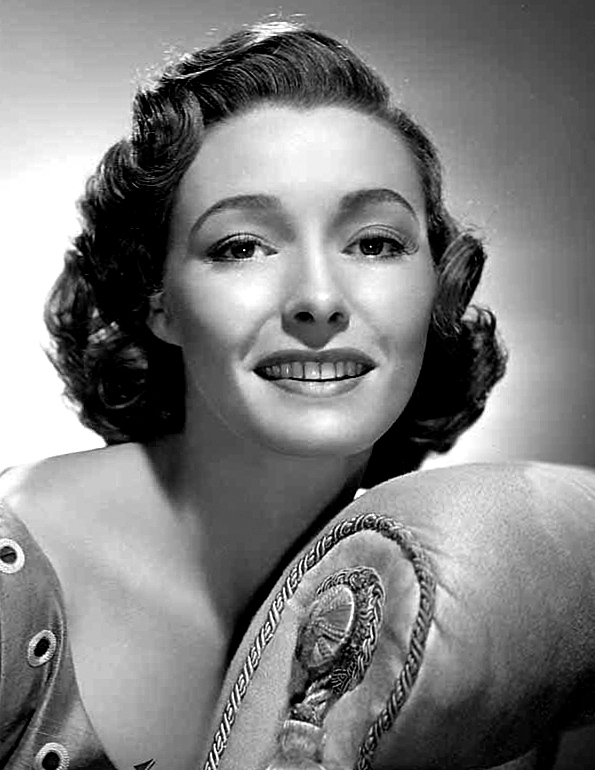
Patricia Neal, Nữ diễn viên nước ngoài xuất sắc nhất

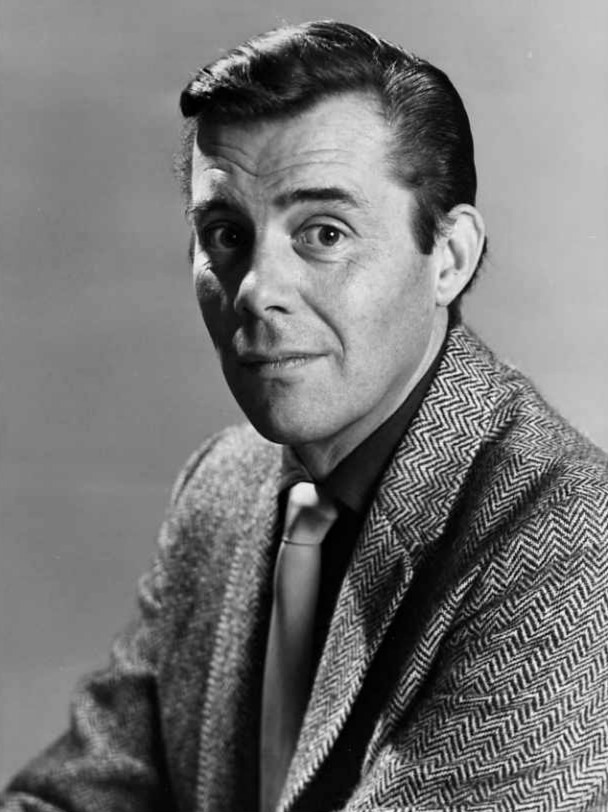
Dirk Bogarde, Nam diễn viên Anh xuất sắc nhất

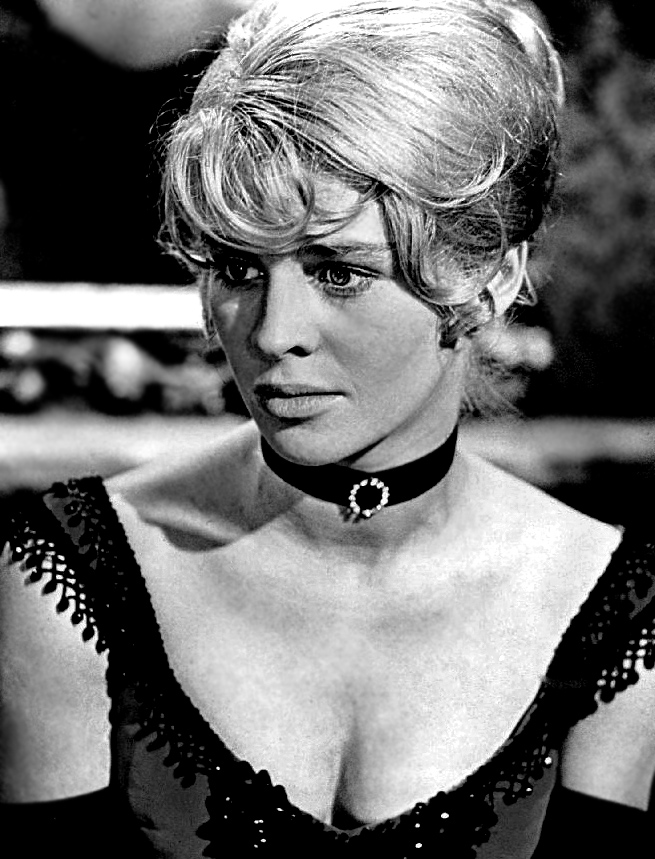
Julie Christie, Nữ diễn viên Anh xuất sắc nhất

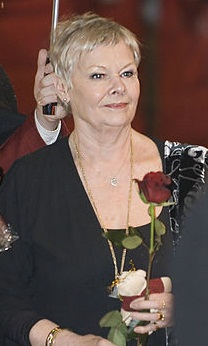
Judi Dench, Diễn viên mới xuất sắc nhất

| Nam diễn viên nước ngoài xuất sắc nhất Lee Marvin – Cat Ballou vai Kid Shelleen/Tim Strawn Lee Marvin – The Killers vai Charlie Strom - Anthony Quinn – Zorba the Greek vai Alexis Zorba - Innokenty Smoktunovsky – Hamlet vai Hoàng tử Hamlet - Jack Lemmon – How to Murder Your Wife vai Stanley Ford - Jack Lemmon – Good Neighbor Sam vai Sam Bissell - Oskar Werner – Ship of Fools vai Bác sĩ Wilhelm Schumann | Nữ diễn viên nước ngoài xuất sắc nhất Patricia Neal – In Harm's Way vai Trung úy Maggie Haines - Jane Fonda – Cat Ballou vai Catherine - Lila Kedrova – Zorba the Greek vai Madame Hortense - Simone Signoret – Ship of Fools vai La Condesa                                                                |
| Nam diễn viên Anh xuất sắc nhất Dirk Bogarde – Darling vai Robert Gold - Harry Andrews – The Hill vai Regimental Sergeant Major Bert Wilson - Michael Caine – The Ipcress File vai Harry Palmer - Rex Harrison – My Fair Lady vai Professor Henry Higgins | Nữ diễn viên Anh xuất sắc nhất Julie Christie – Darling vai Diana Scott - Julie Andrews – The Americanization of Emily vai Emily Barham - Julie Andrews – Giai điệu hạnh phúc vai Maria von Trapp - Maggie Smith – Young Cassidy vai Nora - Rita Tushingham – The Knack...and How to Get It vai Nancy Jones |
| Phim Anh hay nhất The Ipcress File – Sidney J. Furie - Darling – John Schlesinger - The Hill – Sidney Lumet - The Knack...and How to Get It – Richard Lester | Kịch bản Anh hay nhất Darling – Frederic Raphael - The Hill – Ray Rigby - The Ipcress File – W. H. Canaway và James Doran - The Knack...and How to Get It – Charles Wood |
| Chỉ đạo nghệ thuật Anh xuất sắc nhất, Phim đen trắng Darling – Ray Simm - The Bedford Incident – Arthur Lawson - The Hill – Herbert Smith - Rotten to the Core – Alex Vetchinsky | Chỉ đạo nghệ thuật Anh xuất sắc nhất, Phim màu The Ipcress File – Ken Adam - Lord Jim – Geoffrey Drake - Those Magnificent Men in their Flying Machines – Thomas N. Morahan - Thunderball – Ken Adam |
| Quay phim Anh xuất sắc nhất, Phim đen trắng The Hill – Oswald Morris - Darling – Kenneth Higgins - The Knack...and How to Get It – David Watkin - Repulsion – Gilbert Taylor | Quay phim Anh xuất sắc nhất, Phim màu The Ipcress File – Otto Heller - Help! – David Watkin - Lord Jim – Freddie Young - Those Magnificent Men in their Flying Machines – Christopher Challis |
| Thiết kế phục trang Anh xuất sắc nhất Those Magnificent Men in their Flying Machines – Osbert Lancaster và Dinah Greet - The Amorous Adventures of Moll Flanders – Elizabeth Haffenden và Joan Bridge - Help! (phim) – Julie Harris - A Shot in the Dark – Margaret Furse - Young Cassidy – Margaret Furse | Phim hay nhất My Fair Lady – George Cukor - Hamlet – Grigori Kozintsev - The Hill – Sidney Lumet - The Knack...and How to Get It – Richard Lester - Zorba the Greek – Michael Cacoyannis |
| Phim hoạt hình hay nhất Be Careful Boys – Vera Linnecar, Nancy Hanna và Keith Learner - The Bargain – Beryl Stevens - Birds, Bees and Storks – John Halas - The Hoffnung Symphony Orchestra – Harold Whitaker | Phim tài liệu hay nhất Tokyo Olympiad – Ichikawa Kon - Brute Force and Finesse – Max Morgan-Witts - Deckie Learner – Michael Grigsby - Stravinsky – Roman Kroitor và Wolf Koenig |
| Phim ngắn hay nhất Rig Move – Don Higgins - 60 Cycles – Jean-Claude Labrecque - One of Them Is Brett – Roger Graef | Phim chuyên môn hay nhất I Do: And I Understand – Derek Williams - Town Nurse, Country Nurse – Don Higgins |
| Diễn viên mới tiềm năng nhất cho vai chính Judi Dench – Four in the Morning vai Wife - Barbara Ferris – Catch Us If You Can vai Dinah - Michael Crawford – The Knack...and How to Get It vai Colin - Tom Nardini – Cat Ballou vai Jackson | Giải Liên Hợp Quốc Tokyo Olympiad – Ichikawa Kon - Fail Safe – Sidney Lumet - King Rat – Bryan Forbes - Zorba the Greek – Michael Cacoyannis |

## Thống kê
| Số lượng | Phim                                           |
| -------- | ---------------------------------------------- |
| 6        | Darling                                        |
| 6        | The Hill                                       |
| 6        | The Knack...and How to Get It                  |
| 5        | The Ipcress File                               |
| 4        | Zorba the Greek                                |
| 3        | Cat Ballou                                     |
| 3        | Those Magnificent Men in their Flying Machines |
| 2        | Hamlet                                         |
| 2        | Help!                                          |
| 2        | Lord Jim                                       |
| 2        | My Fair Lady                                   |
| 2        | Ship of Fools                                  |
| 2        | Tokyo Olympiad                                 |

| Giải | Phim             |
| ---- | ---------------- |
| 4    | Darling          |
| 3    | The Ipcress File |
| 2    | Tokyo Olympiad   |